# あしやからの飛行
『あしやからの飛行』（Flight from Ashiya）とは、1964年にアメリカの映画会社であるユナイテッド・アーティスツと大映が共同製作した映画。

## 概要
- アメリカ空軍の航空救難隊の活躍を描くアクション映画である。
- 朝鮮戦争の前線であった芦屋基地にはこの当時米軍が多くいた為、基地の周りにはアメリカ風の町並みが作られていた。この映画では当時の芦屋の様子が再現されており、そういう意味でも貴重な映画である。
- 東京（立川基地）、大阪（伊丹空港）、京都（大映のスタジオ）、ローマと、世界各地でロケが行われた。
- 元々はクラーク・ゲーブルを主役に映画化する予定であったが、ゲーブルが死去したためブリンナーが主役となった[1]。

### 特撮
特撮を「大魔神」のスタッフが担当し、この映画での経験が「大魔神」に多く生かされたという。詳しくは「大魔神」も参照。
スイス山中の雪崩のシーンは、自衛隊演習場に幅150メートル・高さ30メートルの巨大なオープンセットを組み、約1トンの人工雪を用いて撮影された。
遭難救助のシーンは、在日米軍の全面協力による飛行シーンの撮影と、嵐でうねる海面での着水を再現したミニチュア操演を組み合わせて表現された。

## あらすじ
台風の東シナ海で遭難した日本の船を救助する為、アメリカ空軍のHU-16が芦屋基地を飛び立つ。
飛行機に乗っていた機長のスティーヴンソン少佐、ジョン・グレッグ少尉、パラシュート隊のマイク高島二等軍曹はそれぞれ戦争によって心の傷を抱えていた。

やがて救助隊は遭難船を発見。1番機は着水して救助を試みるが、波に飲まれてしまう。動揺する3人であったが、救助を続行。マイクがなんとかパラシュートで船に降下するが、中には重傷の女性や子供がいた為、マイクは飛行機に着水を要請。日本人に妻を殺されたスティーヴンソンは当初拒否するが、遂に命懸けの着水を決意。見事成功する。

帰還した隊員達が遭難者達に感謝されながら基地に帰っていく中、基地の片隅にいつまでも立ちつくす人々がいた。それは遭難した飛行機の乗組員の家族であった。

## キャスト
※括弧内は日本語吹替（初回放送1972年2月11日『ゴールデン洋画劇場』）
- マイク高島二等軍曹：ユル・ブリンナー（小林修）
- グレン・スティーブンソン少佐：リチャード・ウィドマーク（大塚周夫）
- ジョン・グレッグ少尉：ジョージ・チャキリス（野沢那智）
- ルシール・キャロル：スージー・パーカー（成瀬麗子）
- キャロライン・ゴードン：シャーリー・ナイト（渡辺知子）
- レイラ：ダニエル・ゴーベール（武藤礼子）
- トミ子：滝瑛子 - グレッグの妻
- レンデイー・スミス：ジョー・ディ・レダ
- チャーリー：杉山光宏
- マッドサイエンティスト：中村哲
- 千葉敏郎